# Catarsi

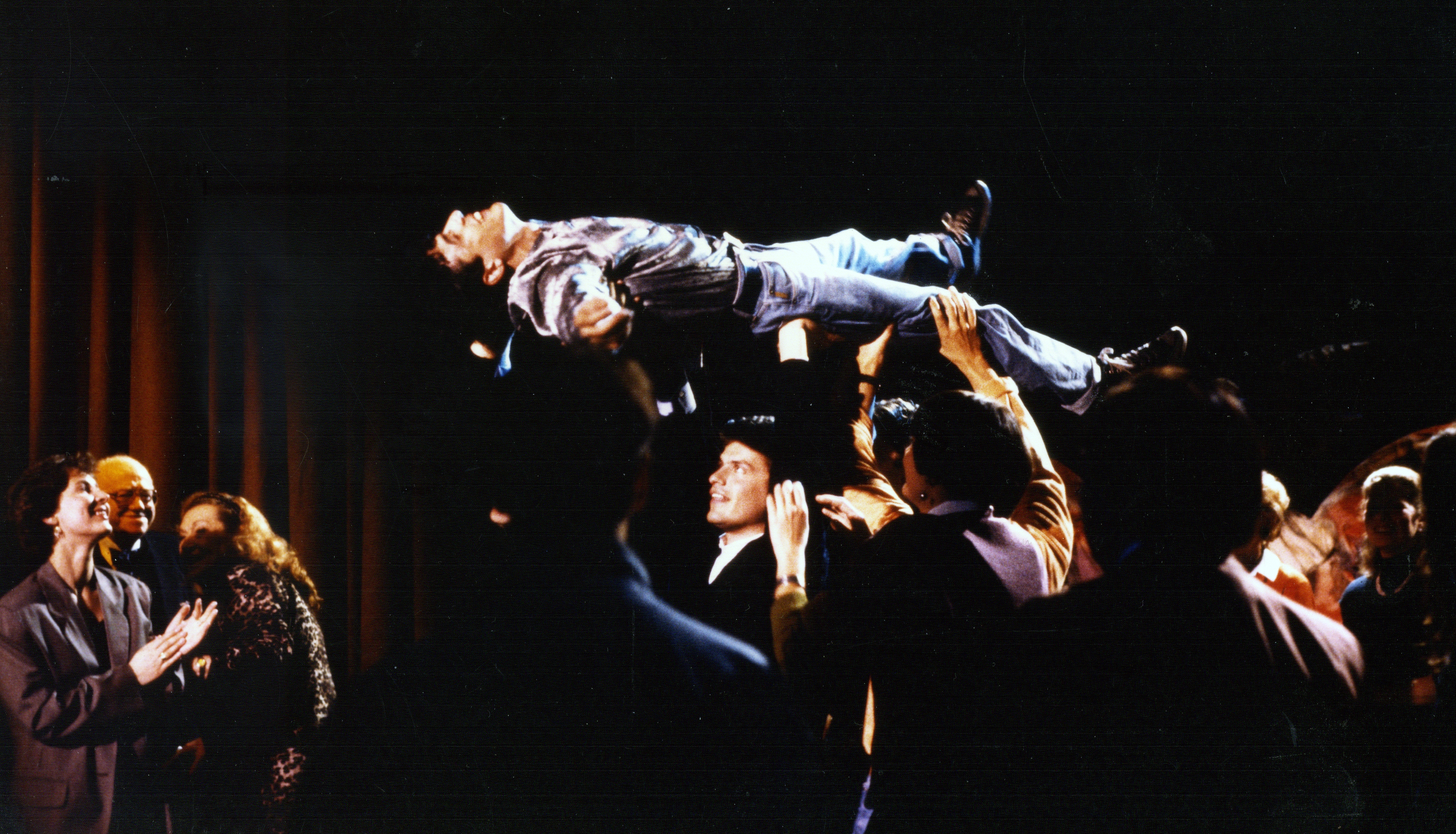
Catarsi al termine di uno psicodramma di Da Storia Nasce Storia (Archivio Plays)

La catarsi (dal greco katharsis, κάθαρσις, "purificazione") è una cerimonia di purificazione che si ritrova in diverse concezioni religiose ed in rituali magici che di solito prescrivevano il sacrificio di un capro espiatorio. In psicologia equivale a liberazione da una sofferenza e da un segreto. Sull'argomento Silvio D'Amico agli inizi degli anni Quaranta in Storia del teatro drammatico (Garzanti, 1968) contava già più di mille cinquecento opere.

## Utilizzo terminologico
La purificazione da una contaminazione (miasma) poteva riguardare sia un avvenimento spirituale che materiale. Nel V secolo a.C. nella medicina d'Ippocrate si definiva infatti come "catarsi" (purga potentissima) anche l'evacuazione di escrementi o di elementi ritenuti dannosi per la salute. Questa purificazione poteva essere ottenuta o con metodi naturali o con farmaci catartici.
Si usava il termine "catarsi" anche a proposito della mestruazione o della potatura degli alberi.
Rifacendosi ai riti dell'orfismo, il concetto di "catarsi" viene inteso in senso più accentuatamente spirituale. Per il pitagorismo la "catarsi" costituiva la base dei riti ascetici celebrati al fine di purificarsi dalla materialità del corpo che poteva raggiungersi anche attraverso l'adozione di particolari diete alimentari.
Anche la musica, e quindi la matematica che la fondava, per i pitagorici poteva liberare l'anima dalla irrazionalità delle passioni.
Nell'ambito della psicologia moderna, la catarsi è il culmine del processo terapeutico che libera il paziente dai suoi complessi e traumi.

## In ambito filosofico
Nella filosofia e nel linguaggio religioso occidentale la catarsi ha assunto tuttavia un significato simbolico, e spesso soltanto spirituale, a partire da Platone nella cui filosofia il termine si riferisce alla purificazione dell'anima dai mali interiori.

### Catarsi e conoscenza in Platone
Per Socrate la catarsi è il risultato del dialogo, quello condotto, come scrive Platone, secondo le regole dell'arte della «nobile sofistica» che con uno stringente susseguirsi di brevi domande e risposte porta alla purificazione, alla liberazione da quelle croste dell'ignoranza presuntuosa che crede di possedere saperi definitivi.
Platone intende per "catarsi" un processo conoscitivo attraverso il quale ci si libererebbe dalle impurità dello spirito memori dello stato di purezza originaria, quello del mondo delle idee dove domina il Bene.
Più precisamente nel Fedone, Platone utilizza questo termine per indicare in che senso vada inteso l'imparare a morire del filosofo il quale, con la liberazione dell'anima dalle passioni più materiali, quelle che spingono a soddisfare egoisticamente il proprio io, possa aprirsi alla prospettiva della phronesis (saggezza). 
Il momento catartico inizia con la periagoge (conversione), con la liberazione cioè, dalle catene che permette al prigioniero di rivolgere lo sguardo oltre il senso comune e poi di uscire dalla caverna. In questo modo il termine assume una funzione centrale nella filosofia di Platone e nel processo di cura di sé in quanto si riferisce alla purificazione non tanto dal corpo, ma dagli eccessi del corpo e da ciò che impedisce la vita secondo aretè (virtù): una purificazione dunque che porta al risveglio dal modo di vivere letargico di quelli che scambiano l'opinione (doxa) per la realtà.

## La catarsi tragica

### Aristotele
(Aristotele, Poetica, cap. sesto)
Mentre nella Politica Aristotele aveva trattato della catarsi generata dalla musica che induce alla meditazione, alla riflessione e che libera dalle cure quotidiane, nella Poetica descrive la catarsi come il liberatorio distacco dalle passioni tramite le forti vicende rappresentate sulla scena dalla tragedia.
Aristotele, che intende la tragedia quale mimesi, imitazione, della realtà, ne sottolinea l'effetto di purificare, sollevare e rasserenare l'animo dello spettatore da tali passioni, permettendogli di riviverle intensamente allo stato sentimentale e quindi di liberarsene.
Questa è un'interpretazione di tipo psicologico della non ben chiarita catarsi aristotelica. L'altra sostiene che lo spettatore di vicende suscitatrici di forti emozioni, provi pietà per i travagli dei protagonisti del dramma e terrore all'idea di potersi trovare in situazioni simili. La pietà e il terrore saranno risolti catarticamente nello spettatore nel momento in cui il dramma si scioglierà in una spiegazione razionale dei fatti narrati.
Una nuova interpretazione è stata data da Carlo Diano nel saggio La catarsi tragica. Attraverso una profonda analisi filologica Diano scioglie il nodo che il senso della catarsi tragica ha costituito per secoli: la catarsi tragica non sarebbe altro che un aspetto della techne alypias, quella praemeditatio futurorum malorum già praticata dai Cirenaici. Dunque, una tecnica per avvezzarsi a sopportare i mali e il dolore che potranno colpire lo spettatore in futuro.

### La catarsi estetica
L'angoscia e le emozioni finte, che cioè non derivano da situazioni reali, che si provano assistendo alla tragedia rappresentata sulla scena, si trasformano nel piacere dello spettacolo che procurerà una purificazione del simile con il simile, una liberazione delle passioni proprie dello spettatore con le passioni rappresentate.
È quest'ultima un'ulteriore interpretazione della catarsi, quella estetica, legata al piacere, svincolata da ogni partecipazione sentimentale alle passioni drammatiche. Lo spettatore cioè non si purifica delle sue emozioni vedendo degli esempi edificanti ma è lo stesso dispositivo teatrale, lo spettacolo in sé che purifica l'uomo dalle passioni. Noi proviamo piacere a vedere le immagini più precise delle cose la cui vista è dolorosa nella realtà, come gli aspetti degli animali più ripugnanti e dei cadaveri.
Per esempio lo spettatore sarà terrorizzato nel vedere una madre che massacra i propri figli, come fa Medea nell'omonima tragedia, ma egli vedrà lo spettacolo con piacere poiché sa di provare emozioni fittizie determinate dallo stesso spettacolo, ciò è un buon esempio di catarsi attuata.

## Catarsi in ambito fenomenologico
Nella fenomenologia di Husserl la riduzione è stata intesa prevalentemente come un procedimento conoscitivo volto a mettere fra parentesi tutto ciò che si conosce per limitarsi alla struttura stessa con cui la coscienza conosce. Altrettanto la riduzione eidetica si configura come una riduzione "conoscitiva" volta a cogliere l'invarianza eidetica. 
A differenza di Husserl, fra il 1911 e il 1916 Scheler sviluppa un concetto di riduzione inteso come purificazione dal proprio egocentrismo per riuscire a posizionarsi nel mondo in un diverso modo. Qui la riduzione non ha più un carattere "conoscitivo", ma si traduce in una conversione filosofica, in una trasformazione concreta del proprio modo di vivere che richiama la tematica platonica della katharsis, e che assume il significato di una purificazione dalle storture egocentriche capace di riportare a un riequilibrio della sfera affettiva e all'emergere di aree affettive altrimenti destinate all'atrofizzazione. Sulla scia di Platone, secondo cui  la katharsis è purificazione dagli eccessi pulsionali e dalla amathia, ad es. attraverso la vergogna, così come purificazione, cioè confutazione (elenchos), dai falsi pregiudizi,  Scheler concepisce una riduzione fenomenologica kathartica intesa come purificazione, cioè messa fra parentesi della prospettiva egocentrica o epochè dell'egotismo: è una purificazione che permette il passaggio dalla sfera del senso comune dominante a quella, altrettanto empirica, dell'apertura al mondo (Weltoffenheit). In questa prospettiva il processo catartico è il punto di partenza per qualsiasi processo di trasformazione dell'individuo come della società.

## La catarsi in ambito psicoanalitico e terapeutico
(Sigmund Freud, Autobiografia, Boringhieri, Torino 1978, p.90)
In un'epoca più vicina alla nostra, il termine "catarsi" è stato ripreso da Sigmund Freud e Joseph Breuer nel 1895, negli Studi sull'isteria, per indicare la liberazione di emozioni in pazienti ansiosi, grazie al recupero di particolari pensieri o ricordi biografici. I due studiosi avevano a quel tempo chiamato il procedimento da loro utilizzato, appunto "metodo catartico".
Nell'accezione psicoanalitica e nelle recenti psicoterapie espressive nonché nel Rebirthing, il termine "catarsi" ha il significato di comprensione intellettuale, ritiro delle proiezioni, sfogo emotivo, espressione, liberazione. Tutto questo ha luogo nel setting duale e verbale grazie all'ascolto e al contenimento emotivo offerti dall'analista al paziente. 
Invece nello psicodramma, nel sociodramma e nelle arti-terapie trovano ulteriore importanza la rappresentazione pubblica e la condivisione dei vissuti del paziente nel gruppo terapeutico. Il paziente non solo può analizzare gli aspetti più profondi della sua realtà psicologica ed esistenziale ma arriva a ristrutturarli nel gioco attraverso l'azione e l'interazione fisica ed emotiva con gli ego ausiliari e/o i compagni del gruppo. La denuncia pubblica (e non solo duale) della propria storia di abuso sessuale e/o affettivo ha un'enorme efficacia nella terapia del PTSD.
Quella che Moreno chiamava catarsi di integrazione costituisce il culmine della terapia come la scena madre lo è di un film, di una tragedia o di una commedia alla catarsi nel cosiddetto psicodramma lacaniano o freudiano  (...nel nostro tipo di psicodramma non è prevista la catarsi)  deriverebbe dal fatto che non tutti i conduttori sono in grado di strutturare la conduzione del gioco fino a raggiungere organicamente la catarsi. Allo stesso modo un film potrebbe avere seri problemi di sceneggiatura nel suo insieme, pur contenendo alcune parti ben scritte e ben girate.
La catarsi, soprattutto nelle sue dimensioni politiche, sociali ed esistenziali, è al centro del Teatro dell'oppresso di Augusto Boal (1931 - 2009), ingegnere, regista e uomo politico brasiliano che tracciò in campo internazionale percorsi autonomi ma paralleli a quelli del sociodramma e dello psicodramma e al quale nel 2009 l’Unesco conferì il titolo di World Theatre Ambassador.